# صلیب مانرهیم

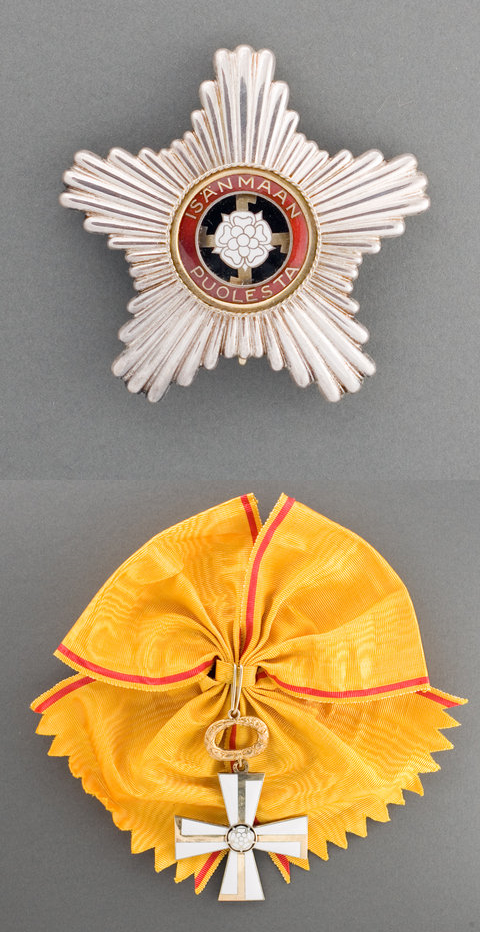
نشان صلیب مانرهیم درجه یک

نشان صلیب مانرهیم (فنلاندی: Mannerheim-risti، سوئدی: Mannerheimkorset) برجسته‌ترین نشان رسمی افتخار نظامی فنلاند است.

## پیشینه
این نشان پس از جنگ زمستان معرفی و به نام فیلد مارشال کارل گوستاو امیل مانرهیم نام‌گذاری شد. به مانند نشان صلیب آزادی، این نشان به سربازان به دلیل شجاعت استثنایی، برای دستیابی به اهداف بسیار مهم یا برای انجام موفقیت‌آمیز عملیات اعطا شد. به گیرنده صلیب شوالیه صلیب مانهرهیم گفته می‌شود. این نشان در درجه ۱ و ۲ اعطا می‌شود.

## حال حاضر
این نشان افتخار رسماً هنوز فعال است و می‌تواند به هر سرباز فنلاندی اعطا شود، اگرچه بسیار بعید است که این کار در زمان صلح انجام شود.
مانند نشان صلیب آزادی، بر صلیب مانهرهیم نیز نماد قدیمی اسکاندیناوی فیلفوت نقش بسته‌است.